# Estación Calafate
La Estación Calafate es una estación de la Línea 1 del Metro de Belo Horizonte. Se localiza en el barrio del mismo nombre. Dos líneas de autobús atienden el lugar: la línea 205 (Metro Calafate / Buritis) y la línea supletoria S22 (Buritis / Metro Calafate).